# Проявитель (фотография)

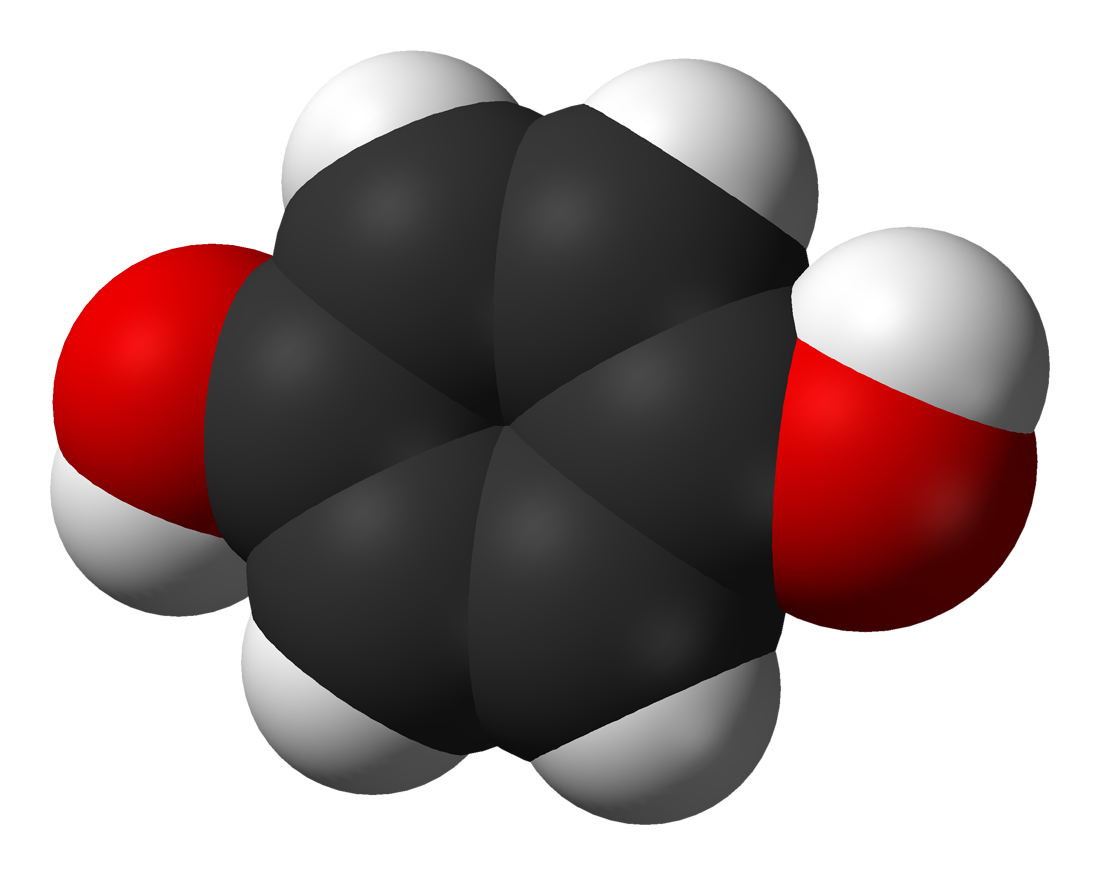
Молекула одного из наиболее распространённых проявляющих веществ — гидрохинона

Проявитель — водный или водно-спиртовой раствор или гель, предназначенный для преобразования латентного изображения, образовавшегося после экспонирования фотоматериала, в видимое. Ключевой компонент при лабораторной обработке фотоматериалов.

## История
Впервые в истории фотографии проявление применил Нисефор Ньепс в изобретённой им в 1822 году гелиографии. В качестве проявителя использовалась смесь лавандового масла с нефтью, которая растворяла неэкспонированный битум, нанесённый на оловянную пластинку. Однако, эта технология не получила дальнейшего развития, уступив место дагеротипии — совместному детищу Ньепса и Дагера. Для получения видимого изображения посеребрённая медная пластинка обрабатывалась парами ртути, которая и выступала в роли проявителя. Результатом процесса взаимодействия экспонированного иодистого серебра со ртутью было образование амальгамы, из которой состояло видимое изображение. Калотипия, появившаяся почти одновременно с дагеротипией, также опиралась на проявление светочувствительной бумаги. Для этого её изобретатель Фокс Тальбот обрабатывал экспонированный лист бумаги «галлоаргентонитратом», состоящим из смеси азотнокислого серебра с галловой и уксусной кислотами.
В мокром коллодионном процессе, изобретённом в 1851 году, проявление происходило обработкой фотопластинки водно-спиртовым раствором пирогаллола. Все перечисленные процессы предусматривали так называемое физическое проявление, которое заключается в восстановлении серебра на экспонированных участках изображения из солей, находящихся в проявителе. Современное химическое проявление появилось только после изобретения сухих броможелатиновых фотоэмульсий в 1880-х годах. Одним из первых химических проявителей стал щавелево-железный, содержащий щавелевокислую закись железа. Раствор готовился путём смешивания щавелевой кислоты и железного купороса, а в качестве ускоряющего вещества добавлялся гипосульфит. В современной фотографии почти всегда используется химическое проявление, за исключением специальных научных и технических целей, требующих практически беззернистого изображения.
В 1880 году были синтезированы гидрохинон и пирокатехин, обладающие высокой избирательностью при химическом проявлении. Через 8 лет к этим веществам добавился парафенилендиамин, а в 1891 году впервые открыты амидол и парааминофенол. Производные от последнего — метол и параоксифенилглицин — вошли в употребление тогда же. Последним из современных проявляющих веществ появился фенидон, синтезированный компанией Ilford Photo в 1890 году, но вошедший в практику фотографии лишь после начала массового выпуска в 1951 году. В конце XIX века большую популярность приобрели проявители, содержащие адурол, один из изомеров гидрохинона. Добавлять в проявитель сульфит натрия впервые предложил в 1882 году Герберт Беркли, устранивший таким способом нежелательное окрашивание желатинового слоя.
Интенсивные разработки в области цветной фотографии в 1912 году привели к изобретению Рудольфом Фишером цветного проявления. В этом процессе восстановление металлического серебра из экспонированных галогенидов сопровождается синтезом красителей, образующихся при взаимодействии продуктов окисления обычных проявляющих веществ с цветообразующими компонентами зонально-чувствительных слоёв. На основе этого процесса были созданы хромогенные фотоматериалы, вскоре занявшие почти весь рынок цветной фотографии и дожившие до наших дней.

## Типы и состав проявителей

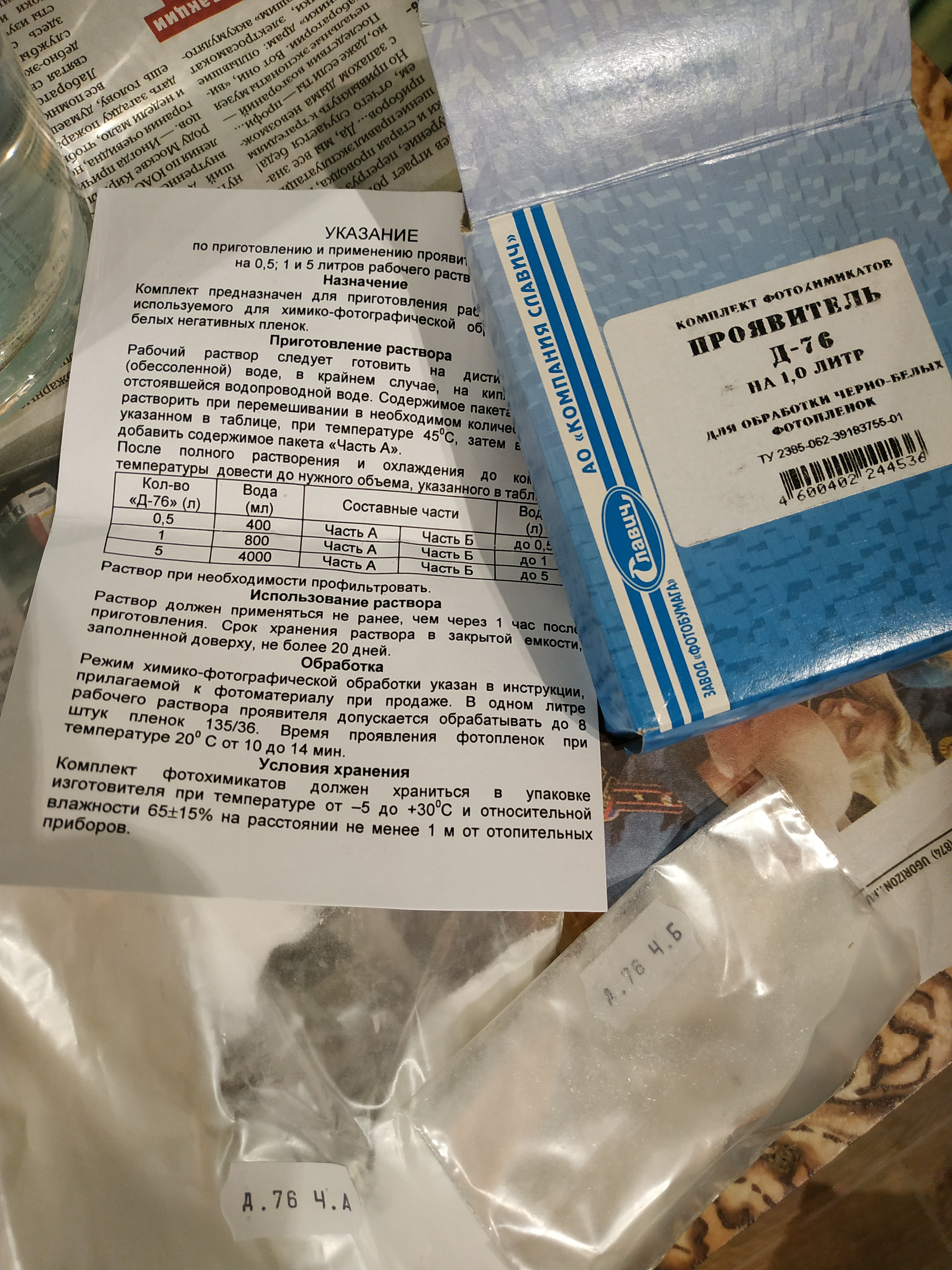
Упаковка реактивов фабрики «Славич» для приготовления проявителя Д-76 объёмом 1 литр

Химические проявители делятся на несколько типов: однорастворные, двухрастворные, концентрированные, таблеточные и пастообразные. Однорастворные проявители содержат все вещества в общем растворе, тогда как в двухрастворных для увеличения сохраняемости проявляющие и ускоряющие вещества растворяются в разных растворах, хранящихся отдельно. 
Непосредственно перед использованием оба раствора смешиваются в определённой пропорции, образуя рабочий проявляющий раствор. Реже производится последовательная обработка фотоматериала в двух разных растворах таких проявителей. Концентрированные проявители содержат те же вещества, что и однорастворные, но в концентрациях в 10—15 раз превышающих обычные. Такой состав также повышает сохраняемость, достигающую одного года. Перед использованием концентрированный проявитель разбавляют водой до нормальной концентрации, получая рабочий раствор. Пастообразные проявители удобны для портативных проявочных машин, а также используются в фотоматериалах одноступенного процесса. Они наносятся на фотоэмульсию тонким слоем с помощью специальных аппликаторов, а затем смываются. 

### Проявляющие вещества
Главным компонентом современных проявителей служат органические проявляющие вещества, большинство из которых являются производными бензола. Их концентрация может варьироваться в зависимости от назначения проявителя. Широко распространены проявители, содержащие не одно, а два проявляющих вещества. Это объясняется так называемым явлением супераддитивности, которое заключается в том, что скорость проявления одного вещества в присутствии другого значительно превышает арифметическую сумму скоростей их проявления по отдельности. Наиболее эффективными считаются сочетания метола или фенидона с гидрохиноном.

### Ускоряющие вещества
Поскольку большинство проявляющих веществ могут работать только в щелочной среде, почти все рецепты проявителей содержат ускоряющие вещества. В этом качестве используются едкие или углекислые щёлочи, а также другие вещества с аналогичными свойствами.

### Сохраняющие вещества
Не менее важную роль в составе проявителя играют сохраняющие, или консервирующие вещества, предотвращающие окисление проявляющих в присутствии щёлочи. В этом качестве чаще всего используется сульфит натрия. Кроме увеличения срока сохранности раствора сульфит натрия увеличивает выход металлического серебра в расчёте на каждую молекулу проявляющего вещества. Кроме того, сульфит натрия поддерживает низкую концентрацию окисленной формы проявляющих веществ в ходе всего процесса проявления. Большая концентрация сульфита натрия характерна для так называемых «выравнивающих» негативных проявителей, обеспечивающих максимальную фотографическую широту негатива.

### Противовуалирующие вещества
Противовуалирующие вещества повышают избирательность проявления и предотвращают появление вуали. Наибольшее распространение в качестве антивуалента получил бромистый калий, а в некоторых случаях эту же роль выполняет бензотриазол.

### Цветные проявляющие вещества
Цветные проявители для хромогенных фотоматериалов кроме веществ, характерных для чёрно-белых проявителей, содержат специальные добавки, приводящие к синтезу красителей из цветообразующих компонент, содержащихся в зонально-чувствительных эмульсионных слоях. Тип и химический состав цветных проявляющих веществ варьируется в зависимости от используемого для конкретных фотоматериалов процесса. Для советских фотокиноплёнок типа Sovcolor в качестве цветных проявляющих веществ применялись парааминодиэтиланилинсульфат, носивший название «ЦПВ-1» или «Т-СС», а также этилоксиэтилпарафенилендиаминсульфат, известный как «ЦПВ-2» или «Т-32». В современных высокотемпературных процессах C-41, E-6 и EP-2 используются патентованные цветные проявляющие вещества «CD-3» и «CD-4», являющиеся производными п-Фенилендиамина. В качестве сохраняющего вещества в цветных проявителях совместно с сульфитом натрия также используется гидроксиламин.

## Голодное проявление
Голодное проявление — методика проявления, предназначенная для выравнивания общего контраста между сильно и слабо экспонированными частями изображения при сохранении контраста мелких деталей. Принцип голодного проявления состоит в том, что сильно экспонированные участки, израсходовав проявляющие вещества, «голодают», в то время как слабо экспонированные области изображения продолжают проявляться. Сущность голодного проявления заключается в ограничении доступа раствора к фотоэмульсии. Для этого чаще всего после быстрой пропитки эмульсии проявителем фотоматериал вынимают из ванны и прикатывают к ровной поверхности, например к стеклу. При этом в процессе участвует только проявитель, успевший впитаться в светочувствительный слой. На этом эффекте основан так называемый метод «ФДП», то есть «фильтрация деталей проявлением». Ещё один способ голодного проявления заключается в многократном поочерёдном погружении фотоматериала в проявитель и холодную воду. Кроме проработки деталей голодное проявление используется для увеличения светочувствительности фотоматериала примерно в полтора раза.

## Инфекционное проявление
Разновидность процесса, получившая распространение при обработке сверхконтрастных фототехнических плёнок. Характеризуется очень высокой избирательностью, позволяющей получить контрастное изображение без полутонов. Сильно разбавленные проявители этого типа также используются при проявлении фотобумаги в процессе лит-печати. Сущность процесса заключается в том, что восстанавливаемые экспонированные микрокристаллы галогенида серебра «инфицируют» близлежащие неэкспонированные, провоцируя их восстановление. Результатом является резкое возрастание оптической плотности участков эмульсии, получивших большую экспозицию, а также контраста изображения. В состав проявителей такого типа входят гидрохинон, небольшое количество сульфита натрия и параформальдегид.